# Grand Prix automobile d'Europe 2007
GP précédent GP suivant
Le Grand Prix automobile d'Europe 2007 (2007 Formula 1 Grand Prix of Europe), disputé sur le Nürburgring en Allemagne le 22 juillet 2007 est la 778e épreuve du championnat du monde de Formule 1 courue depuis 1950 et la dixième manche du championnat 2007.

## Essais libres

### Vendredi matin
| Pos. | Pilote          | Voiture          | Chrono         | Écart     |
| ---- | --------------- | ---------------- | -------------- | --------- |
| 1    | Lewis Hamilton  | McLaren-Mercedes | 1 min 32 s 515 |           |
| 2    | Kimi Räikkönen  | Ferrari          | 1 min 32 s 751 | + 0 s 236 |
| 3    | Fernando Alonso | McLaren-Mercedes | 1 min 32 s 932 | + 0 s 417 |
| 4    | Nick Heidfeld   | BMW Sauber       | 1 min 32 s 975 | + 0 s 460 |
| 5    | Robert Kubica   | BMW Sauber       | 1 min 33 s 205 | + 0 s 690 |
| 6    | Felipe Massa    | Ferrari          | 1 min 33 s 605 | +1 s 090  |

### Vendredi après-midi
| Pos. | Pilote          | Voiture          | Chrono         | Écart     |
| ---- | --------------- | ---------------- | -------------- | --------- |
| 1    | Kimi Räikkönen  | Ferrari          | 1 min 33 s 339 |           |
| 2    | Lewis Hamilton  | McLaren-Mercedes | 1 min 33 s 478 | + 0 s 139 |
| 3    | Felipe Massa    | Ferrari          | 1 min 33 s 590 | + 0 s 251 |
| 4    | Fernando Alonso | McLaren-Mercedes | 1 min 33 s 637 | + 0 s 298 |
| 5    | Ralf Schumacher | Toyota           | 1 min 33 s 668 | + 0 s 329 |
| 6    | Jarno Trulli    | Toyota           | 1 min 33 s 746 | + 0 s 407 |

### Samedi matin
| Pos. | Pilote          | Voiture          | Chrono         | Écart     |
| ---- | --------------- | ---------------- | -------------- | --------- |
| 1    | Kimi Räikkönen  | Ferrari          | 1 min 31 s 396 |           |
| 2    | Lewis Hamilton  | McLaren-Mercedes | 1 min 31 s 627 | + 0 s 231 |
| 3    | Fernando Alonso | McLaren-Mercedes | 1 min 32 s 039 | + 0 s 643 |
| 3    | Robert Kubica   | BMW Sauber       | 1 min 32 s 039 | + 0 s 643 |
| 5    | Felipe Massa    | Ferrari          | 1 min 32 s 217 | + 0 s 821 |
| 6    | Nico Rosberg    | Williams-Toyota  | 1 min 32 s 344 | + 0 s 948 |

## Grille de départ
| Pos. | Pilote               | Écurie             | Qualifications 1 | Qualifications 2 | Qualifications 3 |
| ---- | -------------------- | ------------------ | ---------------- | ---------------- | ---------------- |
| 1    | Kimi Räikkönen       | Ferrari            | 1 min 31 s 522   | 1 min 31 s 237   | 1 min 31 s 450   |
| 2    | Fernando Alonso      | McLaren-Mercedes   | 1 min 31 s 074   | 1 min 30 s 983   | 1 min 31 s 741   |
| 3    | Felipe Massa         | Ferrari            | 1 min 31 s 447   | 1 min 30 s 912   | 1 min 31 s 778   |
| 4    | Nick Heidfeld        | BMW Sauber         | 1 min 31 s 889   | 1 min 31 s 652   | 1 min 31 s 840   |
| 5    | Robert Kubica        | BMW Sauber         | 1 min 31 s 961   | 1 min 31 s 444   | 1 min 32 s 123   |
| 6    | Mark Webber          | Red Bull-Renault   | 1 min 32 s 629   | 1 min 31 s 661   | 1 min 32 s 476   |
| 7    | Heikki Kovalainen    | Renault            | 1 min 32 s 594   | 1 min 31 s 783   | 1 min 32 s 478   |
| 8    | Jarno Trulli         | Toyota             | 1 min 32 s 381   | 1 min 31 s 859   | 1 min 32 s 501   |
| 9    | Ralf Schumacher      | Toyota             | 1 min 32 s 446   | 1 min 31 s 843   | 1 min 32 s 570   |
| 10   | Lewis Hamilton       | McLaren-Mercedes   | 1 min 31 s 587   | 1 min 31 s 185   | 1 min 33 s 833   |
| 11   | Nico Rosberg         | Williams-Toyota    | 1 min 32 s 117   | 1 min 31 s 978   |                  |
| 12   | Alexander Wurz       | Williams-Toyota    | 1 min 32 s 173   | 1 min 31 s 996   |                  |
| 13   | Giancarlo Fisichella | Renault            | 1 min 32 s 378   | 1 min 32 s 010   |                  |
| 14   | Rubens Barrichello   | Honda              | 1 min 32 s 674   | 1 min 32 s 221   |                  |
| 15   | Anthony Davidson     | Super Aguri-Honda  | 1 min 32 s 793   | 1 min 32 s 451   |                  |
| 16   | Takuma Satō          | Super Aguri-Honda  | 1 min 32 s 678   | 1 min 32 s 838   |                  |
| 17   | Jenson Button        | Honda              | 1 min 32 s 983   |                  |                  |
| 18   | Scott Speed          | Toro Rosso-Ferrari | 1 min 33 s 038   |                  |                  |
| 19   | Vitantonio Liuzzi    | Toro Rosso-Ferrari | 1 min 33 s 148   |                  |                  |
| 20   | David Coulthard      | Red Bull-Renault   | 1 min 33 s 151   |                  |                  |
| 21   | Adrian Sutil         | Spyker-Ferrari     | 1 min 34 s 500   |                  |                  |
| 22   | Markus Winkelhock    | Spyker-Ferrari     | 1 min 35 s 940   |                  |                  |

Note:
- Lors de la dernière partie des qualifications du GP (Super-Pole où s'affrontent les pilotes ayant réalisé les 10 meilleurs temps de la Q2), Lewis Hamilton a été victime d'une sortie de route causée par l'éclatement d'un pneumatique (dû à la mauvaise fixation d'une roue à la suite d'une défaillance d'un pistolet pneumatique) dans une courbe rapide et a violemment percuté de trois-quarts face un mur de pneus. Après s'être difficilement extrait de sa monoplace accidentée, il a été évacué vers le centre médical du circuit puis vers l'hôpital de Coblence. Les examens pratiqués n'ont laissé apparaître aucune fracture ou lésion et les délégués médicaux de la FIA ont donné leur feu vert pour sa participation à la course.

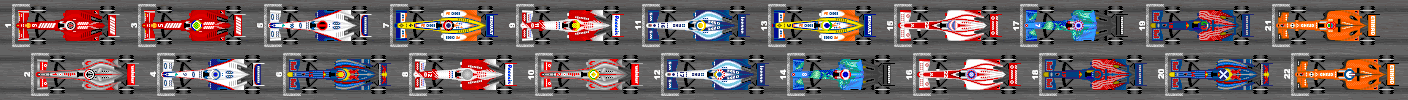
La grille de départ du Grand Prix

## Course

### Classement de la course
| Pos. | no | Pilote               | Écurie             | Tours | Temps/Abandon                      | Grille | Points |
| ---- | -- | -------------------- | ------------------ | ----- | ---------------------------------- | ------ | ------ |
| 1    | 1  | Fernando Alonso      | McLaren-Mercedes   | 60    | 2 h 06 min 26 s 358 (146,567 km/h) | 2      | 10     |
| 2    | 5  | Felipe Massa         | Ferrari            | 60    | +8 s 155                           | 3      | 8      |
| 3    | 15 | Mark Webber          | Red Bull-Renault   | 60    | +1 min 05 s 674                    | 6      | 6      |
| 4    | 17 | Alexander Wurz       | Williams-Toyota    | 60    | +1 min 05 s 937                    | 12     | 5      |
| 5    | 14 | David Coulthard      | Red Bull-Renault   | 60    | +1 min 13 s 656                    | 20     | 4      |
| 6    | 9  | Nick Heidfeld        | BMW Sauber         | 60    | +1 min 20 s 298                    | 4      | 3      |
| 7    | 10 | Robert Kubica        | BMW Sauber         | 60    | +1 min 22 s 415                    | 5      | 2      |
| 8    | 4  | Heikki Kovalainen    | Renault            | 59    | +1 tour                            | 7      | 1      |
| 9    | 2  | Lewis Hamilton       | McLaren-Mercedes   | 59    | +1 tour                            | 10     |        |
| 10   | 3  | Giancarlo Fisichella | Renault            | 59    | +1 tour                            | 13     |        |
| 11   | 8  | Rubens Barrichello   | Honda              | 59    | +1 tour                            | 14     |        |
| 12   | 23 | Anthony Davidson     | Super Aguri-Honda  | 59    | +1 tour                            | 15     |        |
| 13   | 12 | Jarno Trulli         | Toyota             | 59    | +1 tour                            | 8      |        |
| Abd. | 6  | Kimi Räikkönen       | Ferrari            | 34    | Hydraulique                        | 1      |        |
| Abd. | 22 | Takuma Satō          | Super Aguri-Honda  | 19    | Hydraulique                        | 16     |        |
| Abd. | 11 | Ralf Schumacher      | Toyota             | 18    | Accrochage avec Heidfeld           | 9      |        |
| Abd. | 21 | Markus Winkelhock    | Spyker-Ferrari     | 13    | Hydraulique                        | 22     |        |
| Abd. | 7  | Jenson Button        | Honda              | 2     | Sortie de piste                    | 17     |        |
| Abd. | 20 | Adrian Sutil         | Spyker-Ferrari     | 2     | Sortie de piste                    | 21     |        |
| Abd. | 16 | Nico Rosberg         | Williams-Toyota    | 2     | Sortie de piste                    | 11     |        |
| Abd. | 18 | Scott Speed          | Toro Rosso-Ferrari | 2     | Sortie de piste                    | 18     |        |
| Abd. | 19 | Vitantonio Liuzzi    | Toro Rosso-Ferrari | 2     | Sortie de piste                    | 19     |        |

Légende: 
- Markus Winkelhock s'élance depuis la voie des stands.

### Pole position et record du tour
- Pole position :  Kimi Räikkönen (Ferrari) en 1 min 31 s 450(vitesse moyenne : 202,655 km/h) . Le meilleur temps des qualifications a quant à lui été établi par Massa lors de la Q2 en 1 min 30 s 912[6].
- Meilleur tour en course :  Felipe Massa (Ferrari) en 1 min 32 s 853 au 34e tour (vitesse moyenne : 199,593 km/h)[7].

### Tours en tête
- Kimi Räikkönen (Ferrari) : 1 tour (1) ;
- Markus Winkelhock (Spyker-Ferrari) : 6 tours (2-7) ;
- Felipe Massa (Ferrari) : 47 tours (8-12 / 14-55) ;
- David Coulthard (Red Bull-Renault) : 1 tour (13) ;
- Fernando Alonso (McLaren-Mercedes) : 5 tours (56-60)[8].

## Classements généraux à l'issue de la course
| Pos. | Pilote               | Écurie            | Points |
| ---- | -------------------- | ----------------- | ------ |
| 1    | Lewis Hamilton       | McLaren-Mercedes  | 70     |
| 2    | Fernando Alonso      | McLaren-Mercedes  | 68     |
| 3    | Felipe Massa         | Ferrari           | 59     |
| 4    | Kimi Räikkönen       | Ferrari           | 52     |
| 5    | Nick Heidfeld        | BMW Sauber        | 36     |
| 6    | Robert Kubica        | BMW Sauber        | 24     |
| 7    | Giancarlo Fisichella | Renault           | 17     |
| 8    | Heikki Kovalainen    | Renault           | 15     |
| 9    | Alexander Wurz       | Williams-Toyota   | 13     |
| 10   | David Coulthard      | Red Bull-Renault  | 8      |
| 11   | Mark Webber          | Red Bull-Renault  | 8      |
| 12   | Jarno Trulli         | Toyota            | 7      |
| 13   | Nico Rosberg         | Williams-Toyota   | 5      |
| 14   | Takuma Satō          | Super Aguri-Honda | 4      |
| 15   | Ralf Schumacher      | Toyota            | 2      |
| 16   | Sebastian Vettel     | BMW Sauber        | 1      |
| 17   | Jenson Button        | Honda             | 1      |

| Pos. | Écurie            | Points |
| ---- | ----------------- | ------ |
| 1    | McLaren-Mercedes  | 138    |
| 2    | Ferrari           | 111    |
| 3    | BMW Sauber        | 61     |
| 4    | Renault           | 32     |
| 5    | Williams-Toyota   | 18     |
| 6    | Red Bull-Renault  | 16     |
| 7    | Toyota            | 9      |
| 8    | Super Aguri-Honda | 4      |
| 9    | Honda             | 1      |

À la suite de l'affaire d'espionnage, les points de l'écurie McLaren seront rétroactivement supprimés le 13 septembre 2007 par décision du Conseil Mondial de la FIA.

## Statistiques
Le Grand Prix d'Europe 2007 représente :
- la 18e victoire de sa carrière pour Fernando Alonso[10] ;
- la 153e victoire pour McLaren en tant que constructeur[11] ;
- la 58e victoire pour Mercedes en tant que motoriste[12] ;
- le 1er et unique Grand Prix de l'Allemand Markus Winkelhock, fils de Manfred Winkelhock et neveu de Joachim Winkelhock, tous deux anciens pilotes de Formule 1, qui remplace Christijan Albers chez Spyker. Il réussit la performance de mener la course pendant 6 tours, dont trois derrière la voiture de sécurité, et permet à Spyker F1 Team d'entrer dans les tablettes de la discipline en tant qu'écurie ayant mené une épreuve.
- le 200e meilleur tour en course pour Ferrari (Felipe Massa en 1 min 32 s 853 au 34e tour).
- le 400e Grand Prix pour Renault en tant que motoriste.
- la 12e et dernière édition disputée au Nürburgring du Grand Prix d'Europe, déplacé sur le circuit urbain de Valence en Espagne à partir de 2008.

Au cours de ce Grand Prix :
- Fernando Alonso est désormais le seul pilote à avoir inscrit des points lors de chacune des épreuves.
- La course a duré 2 h 06 min 26 s 358, plus que les 2 heures maximales d'un Grand Prix. Ceci s'explique par le fait que la course a été interrompue au quatrième tour, à la suite d'un violent orage. Un second départ, lancé derrière la voiture de sécurité (qui est restée en piste du 5e au 7e tour) respectant les positions des pilotes lors de l'arrêt au drapeau rouge, a alors été donné, le chronomètre ne s'arrêtant pas malgré la neutralisation de l'épreuve.
- Une heure avant le départ du Grand Prix d'Europe, le septuple champion du monde allemand Michael Schumacher a inauguré sur le Nürburgring un enchaînement de virages baptisé désormais « Esses de Michael Schumacher ». C'est dans cet enchaînement de virages que Lewis Hamilton a eu son accident le samedi après-midi.
- Respectant le décret de deuil national prononcé par le gouvernement brésilien à la suite de la catastrophe aérienne du Vol 3054 TAM à Sao Paulo le 17 juillet, Felipe Massa, pilote brésilien, a porté pendant tout le week-end de course un bandeau de crêpe noir en hommage aux 189 victimes actuellement recensées.